# Mięsień zginacz krótki kciuka

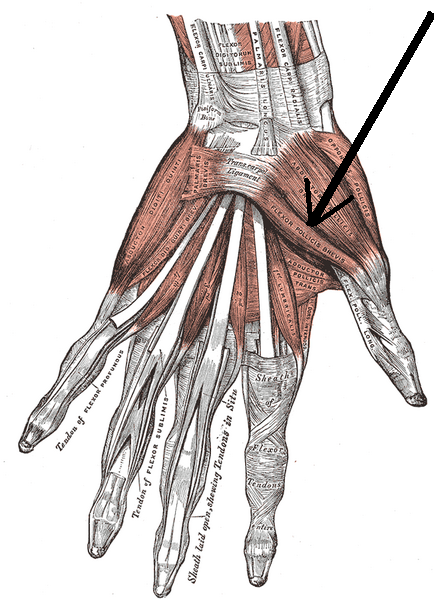
Mięsień zginacz krótki kciuka oznaczony strzałką

Mięsień zginacz krótki kciuka (łac. musculus flexor pollicis brevis) – w anatomii człowieka mięsień kłębu, położony przyśrodkowo i częściowo przykryty przez mięsień odwodziciel krótki kciuka. W części proksymalnej rozpoczyna się dwiema głowami: powierzchowną i głęboką. Głowa powierzchowna przyczep ma na troczku zginaczy; głowa głęboka rozpoczyna się w obrębie bruzdy nadgarstka, więzadeł kości główkowatej, kości czworobocznej większej, kości czworobocznej mniejszej i podstawy II kości śródręcza. W dalszym przebiegu obie głowy zbiegają się, obejmują trzeszczkę promieniową i łokciową i kończą się przyczepem na podstawie paliczka bliższego kciuka.
Unaczyniony jest przez gałąź dłoniową powierzchowną od tętnicy promieniowej, a unerwiony przez nerw pośrodkowy (głowa powierzchowna) i gałąź głęboką nerwu łokciowego (głowa głęboka).
Jego funkcją jest zginanie kciuka w stawie śródręczno-paliczkowym, a także odwodzenie lub przywodzenie i przeciwstawianie kciuka (w zależności od jego położenia) w stawie nadgarstkowo-śródręcznym.